# إديث بانفيلد جاكسون
إديث بانفيلد جاكسون (بالإنجليزية: Edith Banfield Jackson)‏ هي طبيبة نفسية أمريكية، ولدت في 1895، وتوفيت في 1977.